# Ulisses Correia e Silva
Jose Pina Ulisses Correia e Silva (Praia, 4 de juny de 1962) és un empresari i polític capverdià que va ser elegit primer ministre de Cap Verd el 22 d'abril de 2016.
Va prendre possessió després que el seu partit, el Moviment per la Democràcia, guanyés les eleccions parlamentàries del 20 de març de 2016.

## Biografia
Silva va llicenciar-se en Organització i Gestió d'Empreses en 1988 a l'Instituto Superior de Economia e Gestão de la Universidade Técnica de Lisboa. Va començar la seva carrera en el sector bancari i entre 1989 i 1994 va ocupar diversos càrrecs importants en el sector i amb el temps va arribar a ser director d'administració al Banc de Cap Verd. Entre 2002 i 2007 va ocupar diversos llocs de treball docent d'economia a la Universitat Jean Piaget de Cap Verd.
A poc a poc Silva començà a treballar per al govern i fou secretari d'estat per a finances entre 1995 i 1998 i ministre de finances de 1999 a 2000.

### Vida personal
Està casat amb una dona de Praia i té dos fills.